# 河北省中医院

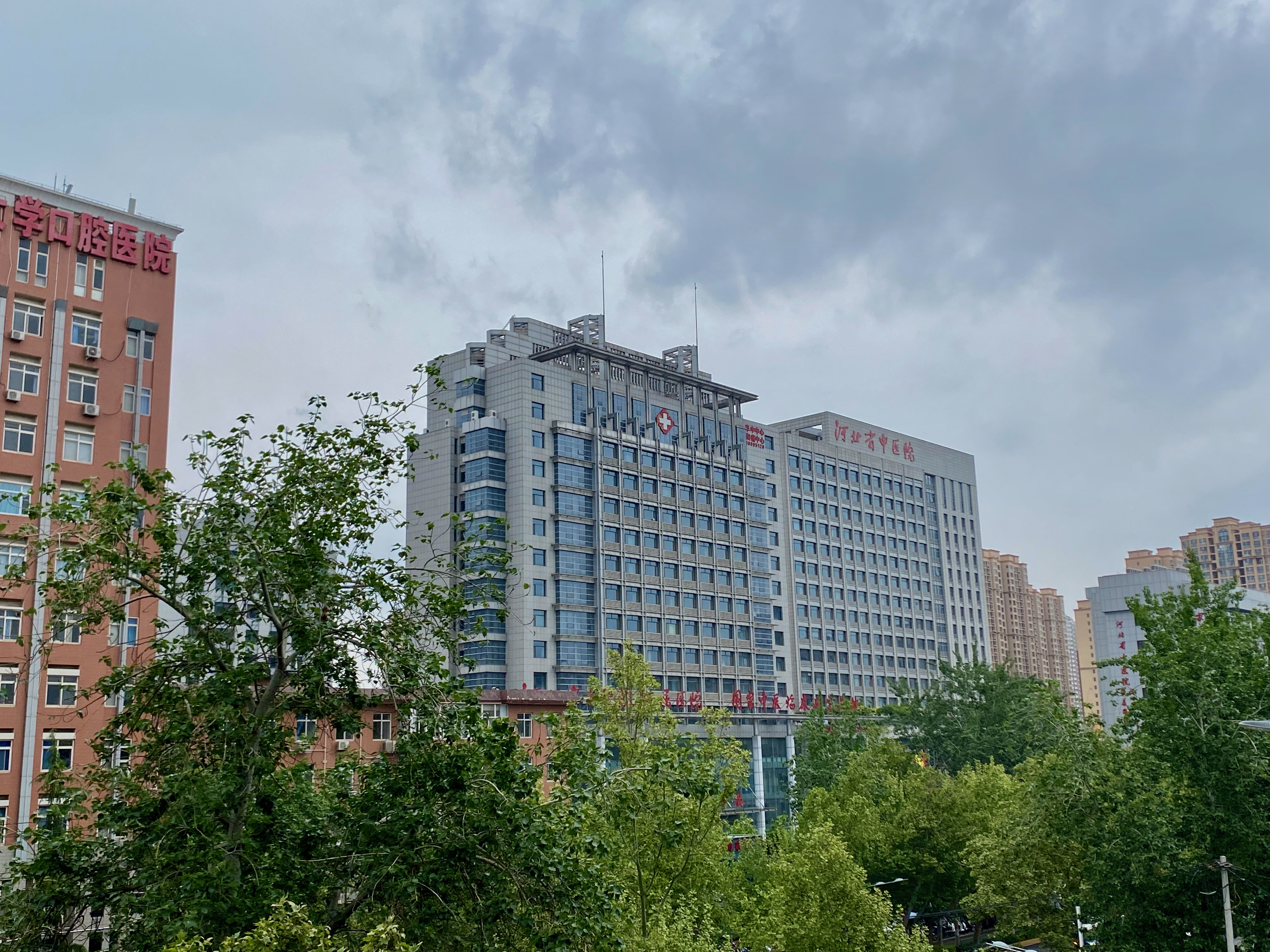

河北省中医院，即河北中医学院第一附属医院，是一所中华人民共和国河北省石家庄市的三级甲等中医医院。创建于1970年代，附属于河北中医药大学，现有职工2000余人。地址是河北省石家庄市长安区中山东路389号。该医院是全国中医住院医师规范化培训基地。